# 中國鑄晨81
中國互聯網投資金融集團有限公司，簡稱中國互聯網投資金融集團，以及中國互聯網投資（英語：China Internet Investment Finance Holdings Limited，港交所：0810）。
現時業務是投資於中國內地及香港的上市和非上市公司企業。而主席為林文燦博士。
總部位於香港九龍紅磡民樂街21號富高工業中心B座9樓18室。

## 連結
- irasia.com/listco/hk/cii810/index.htm（页面存档备份，存于）